# Propriété macroscopique
Une propriété macroscopique est une caractéristique d'un corps qui peut être observée en l'observant globalement. C'est une propriété à grande échelle, par opposition aux « propriétés microscopiques » qui caractérisent les plus petits constituants du corps.
C'est le cas d'une particule, tant qu'on peut la voir.
En biologie c'est en général à notre échelle, mais cette traduction ne convient pas vraiment à la chimie ou à la physique moléculaire. Dans ces disciplines, les propriétés macroscopiques de la matière sont des propriétés qui caractérisent le comportement collectif d'un ensemble de sous-structures assemblées en grand nombre. 
Et à l'inverse, on parle de propriétés microscopiques lorsque l'on considère les propriétés individuelles de chacune de ces sous-structures. 
Par exemple, pour un matériau cristallin, une quantité telle que la conductivité électrique est une propriété macroscopique. Celle-ci est dépendante de propriétés microscopiques, telles que la structure cristalline à l'échelle des atomes. À une échelle intermédiaire, des nouvelles propriétés dites mésoscopiques peuvent être caractérisées, comme dans le cas des nanomatériaux.
Pour les longueurs, l'échelle macroscopique correspond à l'ordre de grandeur de la taille humaine (dimensions supérieures à 1 mm).

## Médecine
En médecine, en particulier en anatomie pathologique, le macroscopique désigne ce qui est visible à l'œil nu. Cela s'oppose au "microscopique", qui désigne ce qui ne peut se voir qu'au microscope optique ou électronique.